# Bill Harsha
William « Bill » Howard Harsha, Jr., né le 1er janvier 1921 à Portsmouth (Ohio) et mort le 11 octobre 2010 dans la même ville, est un avocat et homme politique américain membre du Parti républicain, membre de la Chambre des représentants des États-Unis de 1961 à 1981, pour le 6e district de l'Ohio.

## Biographie
Né en 1921 à Portsmouth dans l'Ohio, il est diplômé de la High School de Portsmouth en 1939.
Il obtient son B.A. au Kenyon College de Gambier dans l'Ohio en 1943. De 1942 à 1944, il fait partie de l'United States Marine Corps.
Il meurt en 2010 à Portsmouth, âgé de 89 ans.